# Museu Histórico Nacional da Bulgária
O Museu de História Nacional é o maior museu da Bulgária, localizado na capital do país, Sófia.
Ele apresenta em 10 exposições permanentes e mais 10 coleções permanentes a história da Bulgária e da terra búlgara desde a antiguidade até o presente. O museu preserva cerca de 650.000 monumentos históricos e culturais.
É também um dos museus históricos mais ricos do mundo, com objetos e artefatos exclusivos e extremamente valiosos da UNESCO. O museu também tem três filiais na Bulgária, que são a Igreja de Boiana, o Mosteiro de Zemen e o Radetzky (navio). 